# Ortvin Sarapu
Ortvin Sarapu est un joueur d'échecs néo-zélandais d'origine estonienne, né le 22 janvier 1924 à Narva en Estonie et mort le 13 avril 1999 à Auckland en Nouvelle-Zélande. Maître international en 1966, il remporta le championnat de Nouvelle-Zélande à vingt reprises entre 1951-1952 et 1989-1990 et fut également champion d'Australie en 1952 (à égalité avec Cecil Purdy).

## Biographie et carrière
Champion d'Estonie junior en 1940, Sarapu émigra de son pays en 1943 après l'occupation de l'Estonie par l'Allemagne nazie en 1941. Il passa par la Finlande, la Suède et arriva au Danemark en 1945. En 1946, il remporta le championnat de Copenhague. En 1949, il finit cinquième du tournoi international de Oldenbourg. Il fut invité par Robert Wade à s'installer en Nouvelle-Zélande et, après s'être marié en 1950, il arriva à Wellington en octobre 1950. Il remporta son premier championnat de Nouvelle-Zélande en 1952 avec 10,5 points sur 11 possibles et son vingtième titre de champion néo-zélandais en 1991 avec 7,5 points sur 11.
Ortvin Sarapu représenta la Nouvelle-Zélande lors de dix olympiades entre 1970 et 1992.
En 1966, Sarapu remporta le tournoi zonal asiatique. Ce succès, qui lui permit d'obtenir le titre de maître international, le qualifiait pour l'étape suivant du cycle du championnat du monde d'échecs, le tournoi interzonal qui avait lieu à Sousse en 1967. Sarapu finit à l'avant-dernière place du tournoi interzonal avec 4 points sur 21.